# Sly Cooper (seria)
Sly Cooper – seria gier, łącząca gatunek platformówek i skradanek, ukazująca się na konsolach PlayStation. Pierwsze trzy gry zostały stworzone przez Sucker Punch Productions na PlayStation 2. Czwarta część oraz remastery HD oryginalnej trylogii na PlayStation 3 i PlayStation Vita utworzyło studio Sanzaru Games.
Na podstawie serii zapowiedziany został film i serial, jednak ich daty premier są nieznane.

## Fabuła
Szop Sly jest ostatnim potomkiem Cooperów – klanu złodziei, zapisujących swoje dokonania w księdze „Kradziejus Szopus”. Rodzice Sly’a zostali zabici, a on sam znalazł się w sierocińcu. Tam poznał swoich przyjaciół i przyszłych partnerów zawodowych – genialnego żółwia Bentleya i silnego hipopotama Murraya. Jako „mistrz kradzieży” Sly i jego gang kradną tylko od innych przestępców, często powstrzymując ich niecne plany. Jednak nie ma to znaczenia dla inspektor Carmelity Montoi Fox, która pragnie złapać bohaterów i zamknąć ich w więzieniu.

## Gry
- Sly Racoon – wydana w 2002 roku na PlayStation 2[2]. Sly musi odzyskać strony Kradziejusa Szopusa, skradzione przez „The Fiendish Five”. Na czele złowieszczej grupy stoi Clockwerk – wielki puchacz, który zamienił swoje organiczne ciało na mechaniczne, aby móc zniszczyć wszystkich Cooperów.
- Sly 2: Band of Thieves – wydana w 2004 roku na PlayStation 2[3]. Przebywające w muzeum mechaniczne części Clockwerka zostały skradzione przez Gang Klaww. W jego skład wchodzą Dimitri, Rajan, Contessa, Jean Bison oraz ich lider, Arpeggio. Wszyscy z członków gangu używają części do swoich niecnych celów. Sly i jego przyjaciele wyruszają, aby odzyskać pozostałości arcywroga Cooperów. Jak zawsze ściga ich Carmelita, ale tym razem towarzyszy jej policjantka o imieniu Neyla. Razem chcą złapać nie tylko Slya, ale również Gang Klaww.
- Sly 3: Honor Among Thieves – wydana w 2005 roku na PlayStation 2[4]. Sly, Bentley i Murray dowiadują się o skarbcu Cooperów i wyruszają go zdobyć. Kradzież jednak się nie udaje, gdyż wyspa, na której znajduje się skarbiec, jest władana przez Doktora M. Gang zostaje rozdzielony, więc Sly musi znów spotkać się ze swoimi przyjaciółmi oraz nawiązać nowe kontakty, które pomogą w odzyskaniu jego rodzinnych skarbów.
- Sly Cooper: Złodzieje w Czasie – wydana w 2013 roku na PlayStation 3 i PlayStation Vita, stworzona przez Sanzaru Games[5]. Strony Kradziejusa Szopusa zaczynają tajemniczo znikać. Bentley opracowuje wehikuł czasu, dzięki któremu gang Coopera wyrusza w podróż po wielu epokach, aby znaleźć przyczynę anomalii. Spotykają przodków Slya i szybko odkrywają, że za zmianami w historii stoi grupa złoczyńców z tajemniczym liderem na czele.

### Inne
- The Sly Trilogy – stworzona przez Sanzaru Games kolekcja oryginalnych trzech gier w HD. Wydana w 2010 roku na Playstation 3[6] i w 2014 na Playstation Vita[9].
- Herosi Playstation Move – wydana w 2011 roku gra na PlayStation 3 używająca kontrolerów PlayStation Move. Sly, Bentley i Murray pojawiają się razem z bohaterami serii Jak and Daxter oraz Ratchet i Clank[10].
- Playstation All-Stars Battle Royale – wydana 2012 roku na PlayStation 3 i PlayStation Vita[11]. Sly jest jedną z grywalnych postaci, a Paryż pojawia się jako arena reprezentująca serię.
- Pakiet Hakersi Bentleya – wydana w 2013 roku kolekcja mini-gier opartych na Sly Cooper: Złodzieje w Czasie[12].